# Les Rues-des-Vignes
Les Rues-des-Vignes (called Vinchy in the Middle Ages) là một xã ở tỉnh Nord ở miền bắc nước Pháp. Xã này có diện tích 17,85 kilômét vuông, dân số năm 1999 là 661 người. Xã nằm ở khu vực có độ cao trung bình 103 mét trên mực nước biển. 